# Carel de Vos van Steenwijk (1759-1830)
Carel baron de Vos van Steenwijk, heer van Havixhorst, Dickninge en de Hogerhof, (Vollenhove, 11 maart 1759 – Zwolle, 2 januari 1830) was een Nederlands staatsman ten tijde van de Bataafse Republiek, het Bataafs Gemenebest, het Koninkrijk Holland, de annexatie van de Nederlanden door Frankrijk en het Koninkrijk der Nederlanden.

## Biografie

### Achtergrond en vroege carrière
Zijn ouders waren Jan Arend Godert de Vos van Steenwijk tot Nijerwal, enz. (1713-1779), lid van de Staten van Overijssel en Geertruid Agnes van Isselmuden tot Rollecate (1721-1793). Het geslacht De Vos van Steenwijk behoorde tot de Overijsselse en Drentse adel.
De Vos van Steenwijk was een aristocratisch patriot. In 1783/1784 maakte hij deel uit van het gevolg van gevolmachtigd minister Pieter Johan van Berckel. Van Berckel was de eerste Nederlandse gezant in de VS. Van 1785 tot 1787 was De Vos van Steenwijk rentmeester van de nationale domeinen in Drenthe en patriottisch lid van de Landdag van Drenthe. Tot 1787 was hij kolonel van het Exercitiegenootschap De Wijk, een patriottische militie. Na de Pruisische inval in 1787 moest De Vos van Steenwijk zijn bestuursfuncties neerleggen.

### Optreden tijdens de Franse tijd
In de Franse tijd werd De Vos van Steenwijk na de Bataafse Revolutie lid van het Comité Revolutionair van Drenthe. Hij behoorde tot de federalisten die met de verdrijving van de Oranjes hun wensen vervuld zagen. Zij waren voorstanders van het behoud van de gewestelijke en stedelijke autonomie en tegen het streven van de radicale unitariërs om van de Nederlanden een eenheidsstaat te maken. De Vos van Steenwijk was daarnaast een voorstander van het gelijkberechten van Drenthe, dat tot dan toe geen volwaardig gewest was.
De Vos van Steenwijk was president van Coevoorden en het Landschap Drenthe, voorzitter van de Provisionele Representanten van het Volk van Drenthe (1795) en lid van de Gecommitteerde Representanten van het Volk van Drenthe (1795-1796). Hij was daarnaast lid van de Eerste en Tweede Nationale Vergadering (1796-1798) voor het district Meppel. Van 6 februari 1797 tot 20 februari 1797 was hij voorzitter van de Eerste Nationale Vergadering, een roulerend ambt. Na de staatsgreep van 22 januari 1798, die de unitariërs aan de macht bracht, werd de overtuigde federalist De Vos van Steenwijk gevangengezet op Huis ten Bosch. Zijn gevangenschap duurde tot de staatsgreep van de gematigde Unitariërs onder leiding van generaal Daendels op 12 juni 1798. Niettemin was de politieke rol van de Federalisten zo goed als uitgespeeld.
In 1802 was De Vos van Steenwijk korte tijd lid van het bestuur van het departement Overijssel. In september van dat jaar werd hij de ordinaris ambassadeur van het Bataafs Gemenebest in Parijs. Hij bleef deze post – met onderbreking van 1810 tot 1814 – tot 23 oktober 1823 vervullen (hij diende dus zowel onder de Bataafse Republiek, het Bataafs Gemenebest, het Koninkrijk Holland als het Koninkrijk der Nederlanden). Tussen 1804 en 1810 was hij lid van het Wetgevend Lichaam. In 1811 vertegenwoordigde hij het departement Monden van de IJssel in het Keizerlijk Wetgevend Lichaam in Parijs.
Van 4 juni 1806 tot 18 juni 1806 was De Vos van Steenwijk (waarnemend) raadpensionaris (dat wil zeggen staatshoofd) van het Bataafs Gemenebest, alvorens de staatsvorm werd omgezet in het Koninkrijk Holland, met Lodewijk Napoleon als koning.

### Voortzetting carrière tijdens het Verenigd Koninkrijk der Nederlanden
De Vos van Steenwijk zette zijn carrière ten tijde van het Verenigd Koninkrijk der Nederlanden voort. Hij werd in 1814 in de Ridderschap van Overijssel benoemd. Van 1814 tot 1816 was hij gelijktijdig lid van de Provinciale Staten van Overijssel en de Gedeputeerde Staten van Overijssel. Van 8 februari 1816 tot 2 januari 1830 was De Vos van Steenwijk lid van de Eerste Kamer der Staten-Generaal. Hij behoorde als Kamerlid tot de meer regeringsgezinde politici.
Hij overleed op 70-jarige leeftijd, op 2 januari 1830 in Zwolle.

## Ridderorden en adellijke titels
- ridder in de Orde van de Unie
- commandeur in de Orde van de Unie - 16 februari 1807
- commandeur in de Orde van de Reünie - 29 februari 1812
- baron de l'Empire - 1810
- jonkheer (predicaat) - 28 augustus 1814
- baron - 11 maart 1821